# Lista de episódios de The Twilight Zone (1959)
Lista de episódios da primeira versão da série The Twilight Zone (br:Além da Imaginação, pt:A Quinta Dimensão), ou seja, uma lista que contém os episódios feitos para a série The Twilight Zone (1959), englobando suas cinco temporadas. As traduções se referem ao nome como o episódio foi veiculado no Brasil ou em Portugal.

## Precursor
Em 1958, a CBS comprou um roteiro para TV que Alfred Hitchcock esperava produzir como o piloto de uma série semanal. "The Time Element" marcou, portanto, a primeira investida de Rod Serling no campo da ficção científica, e é considerado como o precursor da série The Twilight Zone.
| Episódio # | Título             | Roteiro     | Diretor       | Elenco                       | Data        | Tradução            |
| --- | ------------------ | ----------- | ------------- | ---------------------------- | ----------- | ------------------- |
| 0 | "The Time Element" | Rod Serling | Allen Reisner | William Bendix Martin Balsam | 24 nov 1958 | O Elemento do Tempo |
| Um homem visita o psicanalista, relatando um sonho recorrente em que está em Honolulu exatamente na época do ataque japonês a Pearl Harbor. |                    |             |               |                              |             |                     |

## Primeira Temporada
A 1.ª temporada de The Twilight Zone teve 36 episódios, e foi transmitida originalmente entre 2 de outubro de 1959 e 1.º de julho de 1960. Os títulos dos episódios não eram apresentados na tela, mas anunciados por Rod Serling no episódio da semana anterior. “Where Is Everybody?” foi uma exceção, por ser o primeiro episódio da série. Os episódios dessa temporado têm meia hora de duração.
| Episódio # | Título                                 | Roteiro                                    | Diretor                     | Elenco                                                               | Data         | Tradução                                                |
| --- | -------------------------------------- | ------------------------------------------ | --------------------------- | -------------------------------------------------------------------- | ------------ | ------------------------------------------------------- |
| 1 | "Where Is Everybody?"                  | Rod Serling                                | Robert Stevens              | Earl Holliman                                                        | 2 out 1959   | Onde Estão Todos?                                       |
| Um homem se encontra em uma cidade estranhamente desprovida de pessoas, sem lembrança de quem é e de como foi parar lá. |                                        |                                            |                             |                                                                      |              |                                                         |
| 2 | "One for the Angels"                   | Rod Serling                                | Robert Parrish              | Edd Wynn                                                             | 9 out 1959   | Um Negócio Para os Anjos                                |
| Vendedor de rua habilmente engana a Morte, mas se ele viver uma garotinha deve morrer em seu lugar. Neste episódio há a participação especial de Robby, o Robô.                                                                    |                                        |                                            |                             |                                                                      |              |                                                         |
| 3 | "Mr. Denton on Doomsday"               | Rod Serling                                | Allen Reisner               | Dan Duryea Martin Landau Doug McClure                                | 16 out 1959  | Sr. Denton no Dia do Duelo                              |
| Ex-pistoleiro bêbado tem as suas habilidades no gatilho magicamente restauradas. |                                        |                                            |                             |                                                                      |              |                                                         |
| 4 | "The Sixteen-Millimeter Shrine"        | Rod Serling                                | Mitchell Leisen             | Ida Lupino Martin Balsam                                             | 23 out 1959  | O Santuário de 16 Milímetros                            |
| Uma antiga estrela de cinema vive e sonha no passado, constantemente assistindo aos seus filmes sozinha em um quarto. |                                        |                                            |                             |                                                                      |              |                                                         |
| 5 | "Walking Distance"                     | Rod Serling                                | Robert Stevens              | Gig Young Ron Howard                                                 | 30 out 1959  | Distância Para Caminhar (BR) - Recordações Amargas (PT) |
| Homem retorna à sua cidade natal e logo percebe que voltou 25 anos no tempo, à sua época de criança. |                                        |                                            |                             |                                                                      |              |                                                         |
| 6 | "Escape Clause"                        | Rod Serling                                | Mitchell Leisen             | David Wayne                                                          | 6 nov 1959   | "Cláusula de Escape" (PT) - "Fuga Para a Morte"(BR)     |
| Um hipocondríaco vende a sua alma ao diabo em troca de um milhão de anos de imortalidade e indestrutibilidade. |                                        |                                            |                             |                                                                      |              |                                                         |
| 7 | "The Lonely"                           | Rod Serling                                | Jack Smight                 | Jack Warden                                                          | 13 nov 1959  | "Solidão"(BR) - "O Solitário" (PT)                      |
| Um homem abandonado em um asteroide depois de condenado por um crime recebe de presente um robô que se parece com uma mulher de verdade.                                                                                           |                                        |                                            |                             |                                                                      |              |                                                         |
| 8 | "Time Enough at Last"                  | Rod Serling Lynn Venable (conto)           | John Brahm                  | Burgess Meredith                                                     | 20 nov 1959  | Tempo Suficiente                                        |
| Um caixa de banco anseia por tempo a sós para ler livros, e consegue o seu desejo... |                                        |                                            |                             |                                                                      |              |                                                         |
| 9 | "Perchance to Dream"                   | Charles Beaumont                           | Robert Florey               | Richard Conte                                                        | 27 nov 1959  | Por Acaso Para Sonhar (PT) - O Sonho (BR)               |
| Um homem com problema de coração está aterrorizado pois acredita que vai morrer se dormir. |                                        |                                            |                             |                                                                      |              |                                                         |
| 10 | "Judgement Night"                      | Rod Serling                                | John Brahm                  | Nehemiah Persoff James Franciscus                                    | 4 dez 1959   | "O Julgamento" (PT) - "O Navio"(BR)                     |
| Em 1942, um alemão se encontra no convés de um navio britânico, sem lembrança de como foi parar lá e com uma angustiante sensação de fim iminente.                                                                                 |                                        |                                            |                             |                                                                      |              |                                                         |
| 11 | "And When the Sky Was Opened"          | Rod Serling Richard Matheson (conto)       | Douglas Heyes               | Rod Taylor                                                           | 11 dez 1959  | Céu Aberto (BR)                                         |
| Três astronautas retornaram do primeiro vôo espacial. Major Gart está hospitalizado com uma perna quebrada e os outros dois, Coronéis Harrington e Forbes, vão a um bar beber. É então que Harrington tem uma estranha sensação... |                                        |                                            |                             |                                                                      |              |                                                         |
| 12 | "What You Need"                        | Rod Serling Lewis Padgett (conto)          | Alvin Ganzer                | Ernest Truex                                                         | 25 dez 1959  | O Que Você Precisa (BR)                                 |
| Um aproveitador pensa ter encontrado a chave para uma vida melhor em um velho vendedor que tem a misteriosa capacidade de dizer às pessoas exatamente o que elas precisam.                                                         |                                        |                                            |                             |                                                                      |              |                                                         |
| 13 | "The Four of Us Are Dying"             | Rod Serling George Clayton Johnson (conto) | John Brahm                  | Harry Townes Ross Martin Don Gordon                                  | 1.º jan 1960 | Nós Quatro Morreremos(BR)                               |
| Homem capaz de mudar o rosto para se parecer com os outros acaba se metendo com gângsteres. |                                        |                                            |                             |                                                                      |              |                                                         |
| 14 | "Third from the Sun"                   | Rod Serling Richard Matheson (conto)       | Richard L. Bare             | Fritz Weaver                                                         | 8 jan 1960   | "Terceiro Planeta do Sol" (PT) - "Longe da Terra"(BR)   |
| Com uma guerra nuclear devastadora prestes a eclodir, um cientista e seu amigo piloto planejam fugir em uma nave espacial experimental.                                                                                            |                                        |                                            |                             |                                                                      |              |                                                         |
| 15 | "I Shot an Arrow into the Air"         | Rod Serling Madelon Champion (conto)       | Stuart Rosenberg            | Dewey Martin                                                         | 15 jan 1960  | Atirei Uma Flecha no Ar                                 |
| Um foguete tripulado por oito astronautas cai em um asteroide. Infelizmente, os quatro sobreviventes do acidente se vêem com um suprimento de água limitado para mantê-los vivos.                                                  |                                        |                                            |                             |                                                                      |              |                                                         |
| 16 | "The Hitch-Hiker"                      | Rod Serling Lucille Fletcher (conto)       | Alvin Ganzer                | Inger Stevens Leonard Strong George Mitchell                         | 22 jan 1960  | A Morte Pedia Carona                                    |
| Sozinha em uma viagem de carro pelo país, uma mulher fica desesperada ao ver o mesmo estranho homem pedindo carona em todo lugar na estrada.                                                                                       |                                        |                                            |                             |                                                                      |              |                                                         |
| 17 | "The Fever"                            | Rod Serling                                | Robert Florey               | Everett Sloane                                                       | 29 jan 1960  | A Febre                                                 |
| Homem idoso fica obcecado com uma máquina caça-níqueis que ele acredita estar chamando-o pelo nome. |                                        |                                            |                             |                                                                      |              |                                                         |
| 18 | "The Last Flight"                      | Richard Matheson                           | William Claxton             | Kenneth Haigh                                                        | 5 fev 1960   | O Último Voo                                            |
| Um piloto de caça britânico da Primeira Guerra Mundial aterrissa em uma base da força aérea americana na França no ano de 1959. |                                        |                                            |                             |                                                                      |              |                                                         |
| 19 | "The Purple Testament"                 | Rod Serling                                | Richard L. Bare             | William Reynolds Dick York Warren Oates Paul Mazursky                | 12 fev 1960  | O Testamento Rubro                                      |
| Um tenente do exército americano servindo nas Filipinas durante a Segunda Guerra Mundial descobre que tem o poder de ver nos rostos dos homens do seu pelotão quais os próximos a morrer.                                          |                                        |                                            |                             |                                                                      |              |                                                         |
| 20 | "Elegy"                                | Charles Beaumont                           | Douglas Heyes               | Cecil Kellaway Jeff Morrow                                           | 19 fev 1960  | "Elegia" (PT) - "O Dia Depois de Amanhã"(BR)            |
| Três astronautas vão parar em um asteroide, onde encontram um mundo idêntico à Terra de 200 anos antes e pessoas que parecem congeladas no tempo.                                                                                  |                                        |                                            |                             |                                                                      |              |                                                         |
| 21 | "Mirror Image"                         | Rod Serling                                | John Brahm                  | Vera Miles Martin Milner Naomi Stevens                               | 26 fev 1960  | A Imagem no Espelho (BR)                                |
| Uma mulher se vê em uma série de situações estranhas em uma estação de ônibus. |                                        |                                            |                             |                                                                      |              |                                                         |
| 22 | "The Monsters Are Due on Maple Street" | Rod Serling                                | Ronald Winston              | Claude Akins Jack Weston                                             | 4 mar 1960   | O Monstro da Rua Marple                                 |
| Os moradores de Maple Street ficam paranóicos quando passam a acreditar que monstros vindos do espaço invadiram a vizinhança. |                                        |                                            |                             |                                                                      |              |                                                         |
| 23 | "A World of Difference"                | Richard Matheson                           | Ted Post                    | Howard Duff Eileen Ryan                                              | 11 mar 1960  | Um Mundo Diferente                                      |
| Homem de negócios descobre que a vida que sempre levou na verdade não existe. |                                        |                                            |                             |                                                                      |              |                                                         |
| 24 | "Long Live Walter Jameson"             | Charles Beaumont                           | Tony Leader                 | Kevin McCarthy                                                       | 18 mar 1960  | A Longa Vida de Walter Jameson                          |
| Walter Jameson é um excelente professor de história que fala sobre o passado como se o tivesse vivido. |                                        |                                            |                             |                                                                      |              |                                                         |
| 25 | "People Are Alike All Over"            | Rod Serling Paul W. Fairman (conto)        | Mitchell Leisen             | Roddy McDowall Susan Oliver                                          | 25 mar 1960  | As Pessoas São Iguais em Qualquer Lugar                 |
| Um foguete espacial colide em Marte, e o passageiro sobrevivente fica surpreso ao descobrir que os marcianos se parecem com os humanos, muito amistosos e aparentemente bem iguais a nós.                                          |                                        |                                            |                             |                                                                      |              |                                                         |
| 26 | "Execution"                            | Rod Serling George Clayton Johnson         | Davi Orrick McDearmon       | Albert Salmi Russell Johnson George Mitchell                         | 1.º abr 1960 | A Execução                                              |
| Pouco antes de ser enforcado por atirar em um homem nas costas, um bandido de 1880 é transportado para o futuro. |                                        |                                            |                             |                                                                      |              |                                                         |
| 27 | "The Big Tall Wish"                    | Rod Serling                                | Ron Winston                 | Ivan Dixon                                                           | 8 abr 1960   | "Quero Ser Grande" (PT) - "O Grande Desejo"(BR)         |
| Mesmo com a mão quebrada, um boxeador vence uma luta por causa de um desejo feito por um menino. |                                        |                                            |                             |                                                                      |              |                                                         |
| 28 | "A Nice Place to Visit"                | Charles Beaumont                           | John Brahm                  | Larry Blyden Sebastian Cabot                                         | 15 abr 1960  | Um Bom Lugar Para Visitar                               |
| Depois de levar vários tiros da polícia ao assaltar um banco, Rocky Valentine é visitado pelo angélico e amável Sr. Pip, que o transporta para uma realidade em que ele pode ter tudo o que deseja.                                |                                        |                                            |                             |                                                                      |              |                                                         |
| 29 | "Nightmare as a Child"                 | Rod Serling                                | Alvin Ganzer                | Janice Rule Morgan Brittany (Suzanne Cupito) (garota: não creditada) | 29 abr 1960  | Pesadelo                                                |
| A professora Helen Foley encontra uma estranha garotinha nas escadas do lado de fora do seu apartamento. A menina parece conhecê-la e tenta despertar a sua memória sobre um homem que ela viu anteriormente naquele dia.          |                                        |                                            |                             |                                                                      |              |                                                         |
| 30 | "A Stop at Willoughby"                 | Rod Serling                                | Robert Parrish              | James Daly Howard Smith Patrícia Donahue                             | 6 maio 1960  | Uma Parada em Willoughby                                |
| Indo para casa de trem um dia, um homem adormece e sonha que está em 1880, entrando em uma cidadezinha chamada Willoughby. |                                        |                                            |                             |                                                                      |              |                                                         |
| 31 | "The Chaser"                           | Robert Presnell, Jr. John Collier          | Douglas Heyes               | George Grizzard John McIntire J. Pat O’Malley                        | 13 maio 1960 | O Antídoto(BR) - O Caçador (BR)                         |
| Homem obcecado por uma linda mulher compra uma poção para conseguir seu amor. |                                        |                                            |                             |                                                                      |              |                                                         |
| 32 | "A Passage for Trumpet"                | Rod Serling                                | Don Medford                 | Jack Klugman                                                         | 20 maio 1960 | A Morte Disse Não                                       |
| Tocador de trompete, convencido de que nunca conseguirá nada na vida, tenta suicídio e se vê em um mundo onde ninguém pode vê-lo ou ouvi-lo.                                                                                       |                                        |                                            |                             |                                                                      |              |                                                         |
| 33 | "Mr. Bevis"                            | Rod Serling                                | William Asher               | Orson Bean                                                           | 3 jun 1960   | Sr. Bevis                                               |
| Um homem Encontra o Seu Anjo da Guarda |                                        |                                            |                             |                                                                      |              |                                                         |
| 34 | "The After Hours"                      | Rod Serling                                | Douglas Heyes               | Anne Francis Elizabeth Allen                                         | 10 jun 1960  | Depois do Expediente                                    |
| Mulher é mal atendida por estranha atendente em um andar de uma loja de departamentos, intrigando os vendedores, que sabem que o andar está vazio.                                                                                 |                                        |                                            |                             |                                                                      |              |                                                         |
| 35 | "The Mighty Casey"                     | Rod Serling                                | Robert Parrish Alvin Ganzer | Jack Warden                                                          | 17 jun 1960  | O Grande Casey (PT) - "O Grande Campeão" (BR)           |
| Time de beisebol derrotado tem a sua sorte melhorada por um misterioso e imbatível jogador. |                                        |                                            |                             |                                                                      |              |                                                         |
| 36 | "A World of His Own"                   | Richard Matheson                           | Ralph Nelson                | Keenan Wynn Mary La Roche                                            | 1.º jul 1960 | "Um Mundo Próprio" (PT) - "Seu Mundo Particular"(BR)    |
| Escritor consegue fazer personagens ganharem vida. |                                        |                                            |                             |                                                                      |              |                                                         |

## Segunda Temporada
A 2.ª temporada de The Twilight Zone teve 29 episódios, e foi transmitida entre 30 de setembro de 1960 e 2 de junho de 1961. Os episódios dessa temporada têm meia hora de duração.
| Episódio # | Título                                   | Roteiro                          | Direção                | Elenco                                      | Data         | Tradução                                                |
| --- | ---------------------------------------- | -------------------------------- | ---------------------- | ------------------------------------------- | ------------ | ------------------------------------------------------- |
| 37 | "King Nine Will Not Return"              | Rod Serling                      | Buzz Kulik             | Robert Cummings Paul Lambert                | 30 set 1960  | Rei Nove Não Irá Voltar                                 |
| Um capitão da Segunda Guerra Mundial se vê sozinho no deserto da África após um acidente com o seu avião de combate, sem fazer ideia de onde foi parar a sua tripulação.                                                                    |                                          |                                  |                        |                                             |              |                                                         |
| 38 | "The Man in the Bottle"                  | Rod Serling                      | Buck Houghton          | Luther Adler                                | 7 out 1960   | O Homem da Garrafa                                      |
| Um descontente dono de um antiquário descobre um gênio em uma velha garrafa que lhe dá a chance de fazer quatro pedidos. |                                          |                                  |                        |                                             |              |                                                         |
| 39 | "Nervous Man in a Four Dollar Room"      | Rod Serling                      | Douglas Heyes          | Joe Mantell                                 | 14 out 1960  | O Homem Nervoso                                         |
| Depois de receber a ordem de cometer um assassinato, mafioso covarde vê em seu reflexo no espelho o homem que ele poderia ter sido – confiante, forte... e determinado a sair.                                                              |                                          |                                  |                        |                                             |              |                                                         |
| 40 | "A Thing About Machines"                 | Rod Serling                      | David Orrick McDearmon | Richard Haydn                               | 28 out 1960  | O Inimigo Das Máquinas                                  |
| Um escritor recluso e arrogante desconfia de que as máquinas em sua casa estão conspirando contra ele. |                                          |                                  |                        |                                             |              |                                                         |
| 41 | "The Howling Man"                        | Charles Beaumont                 | Douglas Heyes          | H. M. Wynant Robin Hughes John Carradine    | 4 nov 1960   | O Cajado da Verdade (PT) - O Homem Uivante (BR)         |
| Um homem se perde durante uma tempestade e busca abrigo em um soturno monastério na Europa, onde descobre um misterioso prisioneiro em um dos quartos do lugar.                                                                             |                                          |                                  |                        |                                             |              |                                                         |
| 42 | "The Eye of the Beholder"                | Rod Serling                      | Douglas Heyes          | Maxine Stuart Donna Douglas                 | 11 nov 1960  | A Beleza Está nos Olhos de Quem Vê                      |
| Uma mulher deformada aguarda num leito de hospital o resultado de um procedimento cirúrgico experimental realizado pelo Estado como última tentativa de corrigir seu rosto.                                                                 |                                          |                                  |                        |                                             |              |                                                         |
| 43 | "Nick of Time"                           | Richard Matheson                 | Richard L. Bare        | William Shatner                             | 18 nov 1960  | Na Hora H                                               |
| Homem recém-casado para na lanchonete de uma cidade pequena com a sua esposa e fica obcecado com uma máquina de adivinhações que parece realmente prever o futuro.                                                                          |                                          |                                  |                        |                                             |              |                                                         |
| 44 | "The Lateness of the Hour"               | Rod Serling                      | Jack Smight            | Inger Stevens John Hoyt                     | 2 dez 1960   | O Tardar da Hora                                        |
| Um cientista está satisfeito com os robôs que criou para servirem a casa, porém sua filha começa a se sentir aprisionada por eles. |                                          |                                  |                        |                                             |              |                                                         |
| 45 | "The Trouble With Templeton"             | E. Jack Neuman                   | Buzz Kulik             | Brian Aherne Sydney Pollack Pippa Scott     | 9 dez 1960   | O Problema com Templeton                                |
| Ator veterano sente falta dos dias em que sua mulher ainda estava viva, e consegue a chance de retornar ao passado e reencontrar aquilo que há muito perdeu.                                                                                |                                          |                                  |                        |                                             |              |                                                         |
| 46 | "A Most Unusual Camera"                  | Rod Serling                      | John Rich              | Fred Clark Jean Carson                      | 16 dez 1960  | Uma Câmara Muito Incomum                                |
| Depois de assaltar uma loja de antigüidades, casal de ladrões se vê com uma câmera que tira fotos de eventos que ainda vão acontecer. |                                          |                                  |                        |                                             |              |                                                         |
| 47 | "The Night of the Meek"                  | Rod Serling                      | Jack Smight            | Art Carney John Fiedler                     | 23 dez 1960  | A Noite dos Humildes                                    |
| Papai Noel de uma loja de departamentos descobre um saco de brinquedos aparentemente sem fim de onde ele pode tirar quaisquer presentes que as pessoas queiram.                                                                             |                                          |                                  |                        |                                             |              |                                                         |
| 48 | "Dust"                                   | Rod Serling                      | Douglas Heyes          | Thomaz Gomez Vladimir Sokoloff              | 6 jan 1961   | "O Pó Mágico"                                           |
| Vendedor ambulante tenta vender a um homem um saco de pó mágico que ele afirma poder salvar seu filho da condenação à morte. |                                          |                                  |                        |                                             |              |                                                         |
| 49 | "Back There"                             | Rod Serling                      | David Orrick McDearmon | Russell Johnson Pat O’Malley                | 13 jan 1961  | Volta ao Passado                                        |
| Em um clube distinto de Washington, um grupo de homens discute se seria possível alterar o curso da história ao viajar no tempo. Ao sair de lá, um deles se vê subitamente em 1865, no dia em que o Presidente Lincoln será assassinado.    |                                          |                                  |                        |                                             |              |                                                         |
| 50 | "The Whole Truth"                        | Rod Serling                      | James Sheldon          | Jack Carson                                 | 20 jan 1961  | Toda a Verdade                                          |
| Um vendedor de carros compra um automóvel antigo que inexplicavelmente o obriga a dizer somente a verdade. |                                          |                                  |                        |                                             |              |                                                         |
| 51 | "The Invaders"                           | Richard Matheson                 | Douglas Heyes          | Agnes Moorehead Douglas Heyes (voz)         | 27 jan 1961  | Os Invasores                                            |
| Velha mulher solitária encontra um OVNI e dois minúsculos alienígenas hostis no sótão de sua casa. |                                          |                                  |                        |                                             |              |                                                         |
| 52 | "A Penny for Your Thoughts"              | George Clayton Johnson           | James Sheldon          | Dick York Hayden Rorke June Dayton          | 3 fev 1961   | Uma Moeda Pelos Seus Pensamentos                        |
| Empregado de banco tira a sorte com moeda e ganha a capacidade de ler a mente dos outros. |                                          |                                  |                        |                                             |              |                                                         |
| 53 | "Twenty-Two"                             | Rod Serling                      | Jack Smight            | Barbara Nichols Jonathan Harris             | 10 fev 1961  | Sala Vinte e Dois                                       |
| Mulher tem pesadelos recorrentes com o quarto 22 de um hospital – o necrotério. |                                          |                                  |                        |                                             |              |                                                         |
| 54 | "The Odyssey of Flight 33"               | Rod Serling                      | Justus Addiss          | John Anderson Sandy Kenyon                  | 24 fev 1961  | A Odisseia do Voo 33                                    |
| Avião comercial misteriosamente viaja de volta no tempo. |                                          |                                  |                        |                                             |              |                                                         |
| 55 | "Mr. Dingle, the Strong"                 | Rod Serling                      | John Brahm             | Burgess Meredith Michael Fox                | 3 mar 1961   | Sr. Dingle,O Mais Forte                                 |
| Homem pequeno e tímido ganha a força de 300 homens em uma experiência conduzida por marcianos. |                                          |                                  |                        |                                             |              |                                                         |
| 56 | "Static"                                 | Charles Beaumont                 | Buzz Kulik             | Dean Jagger Pat O’Malley                    | 10 mar 1961  | Estática                                                |
| Homem que odeia televisão pega de volta o seu velho rádio do porão e descobre que pode ouvir antigos programas vindos do passado. |                                          |                                  |                        |                                             |              |                                                         |
| 57 | "The Prime Mover"                        | Charles Beaumont                 | Richard L. Bare        | Dane Clark Buddy Ebsen                      | 24 mar 1961  | O Movimento Primário                                    |
| Um homem tenta fazer fortuna em Las Vegas usando o poder que o seu amigo tem de mover objetos com a mente. |                                          |                                  |                        |                                             |              |                                                         |
| 58 | "Long Distance Call"                     | Charles Beaumont William Idelson | James Sheldon          | Billy Mumy                                  | 31 mar 1961  | Telefonema Interurbano                                  |
| Menino descobre que pode se comunicar com sua falecida avó por meio de um telefone de brinquedo. |                                          |                                  |                        |                                             |              |                                                         |
| 59 | "A Hundred Yards Over the Rim"           | Rod Serling                      | Buzz Kulik             | Cliff Robertson John Crawford Miranda Jones | 7 abr 1961   | Cem Anos Além                                           |
| Em 1847, colono em uma caravana rumo ao oeste sai em busca de água e medicamentos para o filho doente e vai parar no século XX. |                                          |                                  |                        |                                             |              |                                                         |
| 60 | "The Rip Van Winkle Caper"               | Rod Serling                      | Justus Addiss          | Simon Oakland Oskar Beregi, Jr.             | 21 abr 1961  | Um Assalto Para o Futuro                                |
| Três ladrões se colocam em estado de animação suspensa por 100 anos após roubar um milhão de dólares em barras de ouro. |                                          |                                  |                        |                                             |              |                                                         |
| 61 | "The Silence"                            | Rod Serling                      | Boris Sagal            | Franchot Tone Liam Sullivan Jonathan Harris | 28 abr 1961  | O Silêncio                                              |
| Sujeito falador aceita a aposta de se manter calado durante um ano inteiro em troca de meio milhão de dólares. |                                          |                                  |                        |                                             |              |                                                         |
| 62 | "Shadow Play"                            | Charles Beaumont                 | John Brahm             | Dennis Weaver                               | 5 maio 1961  | Sonho ou Realidade                                      |
| Um homem tenta convencer aqueles que o estão sentenciando à morte de que eles não passam de personagens de um pesadelo recorrente seu em que ele sempre termina condenado à morte.                                                          |                                          |                                  |                        |                                             |              |                                                         |
| 63 | "The Mind and the Matter"                | Rod Serling                      | Buzz Kulik             | Shelley Berman                              | 12 maio 1961 | "A Mente e a Matéria" (PT) - "A Mente e o Problema"(BR) |
| Um livro sobre o poder da mente permite a um homem que ele recrie o mundo do jeito que ele deseja. |                                          |                                  |                        |                                             |              |                                                         |
| 64 | "Will the Real Martian Please Stand Up?" | Rod Serling                      | Montgomery Pittman     | Barney Phillips John Hoyt Jack Elam         | 26 maio 1961 | O Marciano                                              |
| Soldados seguem rastos de onde supostamente caiu um OVNI até um restaurante. Lá eles encontram um atendente, um motorista de ônibus e sete passageiros. Porém, o motorista está certo de que somente seis pessoas embarcaram no seu ônibus. |                                          |                                  |                        |                                             |              |                                                         |
| 65 | "The Obsolete Man"                       | Rod Serling                      | Elliot Silverstein     | Burgess Meredith Fritz Weaver               | 2 jun 1961   | O Homem Obsoleto                                        |
| Em um futuro em que a religião e os livros foram banidos pelo Estado, um bibliotecário é julgado obsoleto e sentenciado à morte. |                                          |                                  |                        |                                             |              |                                                         |

## Terceira Temporada
A 3.ª temporada de The Twilight Zone teve 37 episódios, e foi transmitida originalmente entre 15 de setembro de 1961 a 1.º de junho de 1962. Os episódios dessa temporada têm meia hora de duração.
| Episódio # | Título                                 | Roteiro                                | Direção                       | Elenco                                         | Data         | Tradução                                 |
| --- | -------------------------------------- | -------------------------------------- | ----------------------------- | ---------------------------------------------- | ------------ | ---------------------------------------- |
| 66 | "Two"                                  | Montgomery Pittman                     | Montgomery Pittman            | Elizabeth Montgomery Charles Bronson           | 15 set 1961  | Os Sobreviventes                         |
| Um homem e uma mulher, de lados opostos em uma guerra apocalíptica, se encontram em uma cidade devastada e deserta. |                                        |                                        |                               |                                                |              |                                          |
| 67 | "The Arrival"                          | Rod Serling                            | Boris Sagal                   | Harold J. Stone                                | 22 set 1961  | A Chegada                                |
| Um avião aterrissa normalmente, porém todos os passageiros, inclusive o piloto, desapareceram. |                                        |                                        |                               |                                                |              |                                          |
| 68 | "The Shelter"                          | Rod Serling                            | Lamont Johnson                | Larry Gates Sandy Kenyon                       | 29 set 1961  | "O Abrigo"                               |
| O aterrorizante comunicado de um ataque nuclear iminente leva alguns amigos suburbanos a brigar pelo controle do único abrigo antiaéreo da vizinhança.                                                                                 |                                        |                                        |                               |                                                |              |                                          |
| 69 | "The Passersby"                        | Rod Serling                            | Elliot Silverstein            | Joanne Linville James Gregory                  | 6 out 1961   | "Os Transeuntes"                         |
| A caminho de casa da Guerra Civil, soldado pára em uma casa em ruínas e conhece a proprietária, uma moça recém-viúva. |                                        |                                        |                               |                                                |              |                                          |
| 70 | "A Game of Pool"                       | George Clayton Johnson                 | Buzz Kulik                    | Jack Klugman Jonathan Winters                  | 13 out 1961  | "Tranquilo Jogo de Sinuca"               |
| Campeão de sinuca retorna dos mortos para um último desafio. |                                        |                                        |                               |                                                |              |                                          |
| 71 | "The Mirror"                           | Rod Serling                            | Don Medford                   | Peter Falk Vladimir Sokoloff                   | 20 out 1961  | O Espelho                                |
| Lavrador pobre depõe líder tirânico de seu país em uma revolução e passa a acreditar que pode ver no espelho os inimigos que tentarão matá-lo.                                                                                         |                                        |                                        |                               |                                                |              |                                          |
| 72 | "The Grave"                            | Montgomery Pittman                     | Montgomery Pittman            | Lee Marvin Lee Van Cleef                       | 27 out 1961  | O Túmulo                                 |
| Antes de morrer, famigerado pistoleiro roga praga a caçador de aluguel que, ao retornar à cidade, é desafiado a visitar seu túmulo à meia-noite.                                                                                       |                                        |                                        |                               |                                                |              |                                          |
| 73 | "It's a Good Life"                     | Rod Serling Jerome Bixby (conto)       | James Sheldon                 | Billy Mumy Cloris Leachman                     | 3 nov 1961   | "Um Bom Dia" ou "A vida é Boa"           |
| Menino de seis anos controla uma cidadezinha inteira com seu poder de ler mentes e de fazer as pessoas realizarem as suas vontades. |                                        |                                        |                               |                                                |              |                                          |
| 74 | "Deaths-Head Revisited"                | Rod Serling                            | Don Medford                   | Oscar Beregi, Jr. Joseph Schildkraut           | 10 nov 1961  | Vítimas do Ódio                          |
| Ex-capitão nazista visita as ruínas de um campo de concentração para relembrar os velhos tempos e se vê em um julgamento conduzido por aqueles que morreram em suas mãos.                                                              |                                        |                                        |                               |                                                |              |                                          |
| 75 | "The Midnight Sun"                     | Rod Serling                            | Anton Leader                  | Lois Nettleton                                 | 17 nov 1961  | "O Sol da Meia-noite"                    |
| Desde que a Terra saiu de órbita e começou a se aproximar do sol, duas mulheres tentam sobreviver ao calor cada vez mais intenso em uma cidade quase abandonada.                                                                       |                                        |                                        |                               |                                                |              |                                          |
| 76 | "Still Valley"                         | Rod Serling Manly Wade Wellman (conto) | James Sheldon                 | Gary Merrill Ben Cooper                        | 24 nov 1961  | O Vale Imóvel                            |
| Sargento sulista na Guerra Civil encontra soldados do Norte que foram congelados no tempo por um velho usando livro de magia negra. Sabendo que morrerá em breve, o velho lhe entrega o livro e pede que o use para terminar a guerra. |                                        |                                        |                               |                                                |              |                                          |
| 77 | "The Jungle"                           | Charles Beaumont                       | William Claxton               | John Dehner Donald Foster                      | 1.º dez 1961 | A Selva                                  |
| Engenheiro planeja construir uma represa em terras ancestrais de uma tribo africana, mas o feiticeiro da tribo coloca uma maldição nele.                                                                                               |                                        |                                        |                               |                                                |              |                                          |
| 78 | "Once Upon a Time"                     | Richard Matheson                       | Norman Z. McLeod Les Goodwins | Buster Keaton                                  | 15 dez 1961  | Era Uma Vez                              |
| Zelador que vive no ano de 1890, ativa um elmo do tempo que o transporta para 1962. |                                        |                                        |                               |                                                |              |                                          |
| 79 | "Five Characters in Search of an Exit" | Rod Serling Marvin Petal               | Lamont Johnson                | William Windom Susan Harrison                  | 22 dez 1961  | Cinco Personagens à Procura de uma Saída |
| Um major do exército, um palhaço, uma bailarina, um tocador de gaita de foles e um vagabundo se vêem presos em um enorme cilindro, sem fazerem ideia de quem são e de como foram parar lá.                                             |                                        |                                        |                               |                                                |              |                                          |
| 80 | "A Quality of Mercy"                   | Rod Serling Sam Rolfe (idealização)    | Buzz Kulik                    | Dean Stockwell Leonard Nimoy Albert Salmi      | 29 dez 1961  | O Valor da Piedade                       |
| Tenente do exército passa a ter uma nova perspectiva em relação à guerra ao ser forçado a vivenciá-la do ponto de vista do inimigo. |                                        |                                        |                               |                                                |              |                                          |
| 81 | "Nothing in the Dark"                  | George Clayton Johnson                 | Lamont Johnson                | Gladys Cooper Robert Redford                   | 5 jan 1962   | Nada no Escuro                           |
| Velha solitária se recusa a sair de seu apartamento por medo de encontrar a personificação da morte. |                                        |                                        |                               |                                                |              |                                          |
| 82 | "One More Pallbearer"                  | Rod Serling                            | Lamont Johnson                | Joseph Wiseman                                 | 12 jan 1962  | Solidão Absoluta                         |
| Magnata vai até as últimas conseqüências para se vingar das três pessoas de seu passado que ele acredita que agiram de forma errada com ele.                                                                                           |                                        |                                        |                               |                                                |              |                                          |
| 83 | "Dead Man's Shoes"                     | Charles Beaumont                       | Montgomery Pittman            | Warren Stevens Ben Wright                      | 19 jan 1962  | "Sapatos do Outro Mundo"                 |
| Vagabundo rouba par de sapatos de mafioso assassinado e fica possuído pelo fantasma do morto, que deseja se vingar de quem o matou. |                                        |                                        |                               |                                                |              |                                          |
| 84 | "The Hunt"                             | Earl Hamner, Jr.                       | Harold Schuster               | Arthur Hunnicutt                               | 26 jan 1962  | A Caçada                                 |
| Em uma caçada, velho fazendeiro e seu cão caem dentro de um lago. Ao chegarem em casa, eles percebem que ninguém consegue vê-los ou ouvi-los.                                                                                          |                                        |                                        |                               |                                                |              |                                          |
| 85 | "Showdown with Rance McGrew"           | Rod Serling                            | Christian Nyby                | Larry Blyden                                   | 2 fev 1962   | Duelo com Rance McGrew                   |
| Astro de série de TV de faroeste é subitamente transportado de volta no tempo e fica cara a cara com o verdadeiro pistoleiro Jesse James.                                                                                              |                                        |                                        |                               |                                                |              |                                          |
| 86 | "Kick the Can"                         | George Clayton Johnson                 | Lamont Johnson                | Ernest Truex                                   | 9 fev 1962   | Brincando de Criança                     |
| Velho que mora em uma casa de repouso acredita que o segredo da juventude está nas brincadeiras de sua infância. |                                        |                                        |                               |                                                |              |                                          |
| 87 | "A Piano in the House"                 | Earl Hamner, Jr.                       | David Greene                  | Barry Morse Joan Hackett                       | 16 fev 1962  | Um Piano em Casa                         |
| Crítico de teatro descobre que o piano que comprou para sua esposa de aniversário tem propriedades mágicas – a música que toca faz as pessoas revelarem sua verdadeira essência.                                                       |                                        |                                        |                               |                                                |              |                                          |
| 88 | "The Last Rites of Jeff Myrtlebank"    | Montgomery Pittman                     | Montgomery Pittman            | James Best                                     | 23 fev 1962  | A Extrema Unção de Jeff Myrtlebank       |
| Jeff Myrtlebank volta à vida em seu próprio funeral e passa a agir de forma muito estranha. |                                        |                                        |                               |                                                |              |                                          |
| 89 | "To Serve Man"                         | Rod Serling Damon Knight (conto)       | Richard L. Bare               | Lloyd Boshner Susan Cummings Richard Kiel      | 2 mar 1962   | Para Servir o Homem                      |
| Os Kanamitas, uma raça de alienígenas de três metros de altura, chegam a Terra para promover a paz e trazer tecnologia aos homens. |                                        |                                        |                               |                                                |              |                                          |
| 90 | "The Fugitive"                         | Charles Beaumont                       | Richard L. Bare               | J. Pat O’Malley Susan Gordon                   | 9 mar 1962   | o Fugitivo                               |
| Velho capaz de se transformar em qualquer coisa tenta ajudar uma menina manca. |                                        |                                        |                               |                                                |              |                                          |
| 91 | "Little Girl Lost"                     | Richard Matheson                       | Paul Stewart                  | Robert Sampson Sarah Marshall                  | 16 mar 1962  | A Menininha Sumiu                        |
| Homem acorda no meio da noite com os choros de sua filha e, ao entrar no quarto da menina, descobre que ela desapareceu – apesar de ainda poder ouvi-la.                                                                               |                                        |                                        |                               |                                                |              |                                          |
| 92 | "Person or Persons Unknown"            | Charles Beaumont                       | John Brahm                    | Richard Long                                   | 23 mar 1962  | O Desconhecido                           |
| David Gurney acorda um dia e descobre que ninguém, nem sua esposa, seus colegas de trabalho, seu melhor amigo, ou mesmo sua própria mãe, sabe quem ele é.                                                                              |                                        |                                        |                               |                                                |              |                                          |
| 93 | "The Little People"                    | Rod Serling                            | William Claxton               | Joe Maross Claude Akins                        | 30 mar 1962  | Gente Pequenina                          |
| Astronauta declara-se deus quando sua nave aterrissa em um planeta habitado por pessoas menores que formigas. |                                        |                                        |                               |                                                |              |                                          |
| 94 | "Four O'Clock"                         | Rod Serling Price Day (conto)          | Lamont Johnson                | Theodore Bickel                                | 6 abr 1962   | Quatro Horas                             |
| Sujeito preconceituoso pretende, por meios desconhecidos, encolher todas as pessoas do mundo que ele considera más – assassinos, subversivos, pervertidos, comunistas.                                                                 |                                        |                                        |                               |                                                |              |                                          |
| 95 | "Hocus-Pocus and Frisby"               | Rod Serling Frederic Louis Fox (conto) | Lamont Johnson                | Andy Devine                                    | 13 abr 1962  | Mentira Tem Pernas Curtas                |
| Fanfarrão dado a contar mentiras exageradas é raptado por alienígenas que acreditam que ele é um dos líderes intelectuais da Terra. |                                        |                                        |                               |                                                |              |                                          |
| 96 | "The Trade-Ins"                        | Rod Serling                            | Elliot Silverstein            | Joseph Schildkraut Alma Platt                  | 20 abr 1962  | A Troca                                  |
| Casal de velhos procura a New Life Corporation na esperança de transportar suas personalidades para corpos jovens artificiais. |                                        |                                        |                               |                                                |              |                                          |
| 97 | "The Gift"                             | Rod Serling                            | Allen H. Miner                | Geoffrey Horne Paul Mazursky Vladimir Sokoloff | 27 abr 1962  | O Presente                               |
| Alienígena vai parar em vilarejo remoto no México onde acaba causando medo e hostilidade nas pessoas, porém ele fica amigo de um menino a quem ele dá um misterioso presente.                                                          |                                        |                                        |                               |                                                |              |                                          |
| 98 | "The Dummy"                            | Rod Serling Lee Polk (conto)           | Abner Biberman                | Cliff Robertson                                | 4 maio 1962  | O Ventríloco                             |
| Ventríloquo está convencido de que seu boneco está vivo e tem mente própria. |                                        |                                        |                               |                                                |              |                                          |
| 99 | "Young Man's Fancy"                    | Richard Matheson                       | Buck Houghton                 | Alex Nicol                                     | 11 maio 1962 | Coisas do Passado                        |
| Quando um casal de recém-casados retorna brevemente à casa da falecida mãe do noivo, os laços do passado revelam-se fortes demais para se romper.                                                                                      |                                        |                                        |                               |                                                |              |                                          |
| 100 | "I Sing the Body Electric"             | Ray Bradbury                           | James Sheldon William Claxton | Josephine Hutchinson                           | 18 maio 1962 | "Vovó Melhor Que A Encomenda"            |
| Viúvo compra uma avó elétrica para seus três filhos. |                                        |                                        |                               |                                                |              |                                          |
| 101 | "Cavender Is Coming"                   | Rod Serling                            | Christian Nyby                | Jesse White Carol Burnett                      | 25 maio 1962 | Um Anjo Atrapalhado                      |
| Cavender, um anjo tentando ganhar suas asas, tenta ajudar uma moça desafortunada que acabou de ser demitida do trabalho. |                                        |                                        |                               |                                                |              |                                          |
| 102 | "The Changing of the Guard"            | Rod Serling                            | Robert Ellis Miller           | Donald Pleasence Liam Sullivan                 | 1.º jun 1962 | A Mudança da Guarda                      |
| Professor idoso se pergunta se sua vida significou alguma coisa, enquanto contempla suicídio na véspera de Natal. |                                        |                                        |                               |                                                |              |                                          |

## Quarta Temporada
A 4.ª temporada de The Twilight Zone teve 18 episódios, e foi transmitida originalmente entre 3 de janeiro de 1963 e 23 de maio de 1963. Os episódios dessa temporada, ao contrário das demais, têm 1 hora de duração.
| Episódio # | Título                                | Roteiro                     | Direção            | Elenco                                                     | Data         | Tradução                                       |
| --- | ------------------------------------- | --------------------------- | ------------------ | ---------------------------------------------------------- | ------------ | ---------------------------------------------- |
| 103 | "In His Image"                        | Charles Beaumont            | Perry Lafferty     | George Grizzard                                            | 3 jan 1963   | A Sua Própria Imagem                           |
| Homem leva noiva para conhecer sua cidade natal e percebe que tudo lá está estranhamente diferente do que era uma semana antes. |                                       |                             |                    |                                                            |              |                                                |
| 104 | "The Thirty-Fathom Grave"             | Rod Serling                 | Perry Lafferty     | Mike Kellin Siomn Oakland Bill Bixby                       | 10 jan 1963  | O Túmulo Submerso                              |
| Destróier da marinha norte-americana investiga um misterioso som de batidas vindo de um submarino submerso. |                                       |                             |                    |                                                            |              |                                                |
| 105 | "Valley of the Shadow"                | Charles Beaumont            | Perry Lafferty     | Ed Nelson Sandy Kenyon                                     | 17 jan 1963  | O Vale das Sombras                             |
| Repórter é mantido em uma estranha cidadezinha onde as pessoas fazem objetos sumirem e reaparecerem, além de várias outras coisas surpreendentes.                                                                                         |                                       |                             |                    |                                                            |              |                                                |
| 106 | "He's Alive"                          | Rod Serling                 | Stuart Rosenberg   | Dennis Hopper Paul Mazursky                                | 24 jan 1963  | Ele Está Vivo                                  |
| Jovem líder neo-nazista anseia por mais poder. Aconselhado por um sombrio e misterioso benfeitor, seu número de seguidores começa a crescer, assim como seu ego.                                                                          |                                       |                             |                    |                                                            |              |                                                |
| 107 | "Mute"                                | Richard Matheson            | Stuart Rosenberg   | Ann Jillian Oskar Beregi, Jr. Barbara Baxley               | 31 jan 1963  | Sem Voz                                        |
| Menina de 12 anos que perdeu os pais em um incêndio não sabe falar, pois cresceu em uma comunidade secreta telepática. O casal que a recolhe e uma professora estão determinados a ajudá-la a se adaptar à sociedade.                     |                                       |                             |                    |                                                            |              |                                                |
| 108 | "Death Ship"                          | Richard Matheson            | Don Medford        | Jack Klugman                                               | 7 fev 1963   | A Nave da Morte                                |
| Nave espacial tripulada por três homens aterrissa em um planeta onde eles descobrem os destroços de uma nave idêntica à deles. |                                       |                             |                    |                                                            |              |                                                |
| 109 | "Jess-Belle"                          | Earl Hamner, Jr.            | Buzz Kulik         | Anne Francis James Best                                    | 14 fev 1963  | Jesse Belle                                    |
| Jess-Belle pede a uma bruxa um feitiço que faça seu amado Billy-Ben se apaixonar por ela. |                                       |                             |                    |                                                            |              |                                                |
| 110 | "Miniature"                           | Charles Beaumont            | Walter Grauman     | Robert Duvall William Windom                               | 21 fev 1963  | Miniaturas                                     |
| Homem solitário se apaixona por uma boneca em miniatura que ele acredita estar viva. |                                       |                             |                    |                                                            |              |                                                |
| 111 | "Printer's Devil"                     | Charles Beaumont            | Ralph Senensky     | Robert Sterling Burgess Meredith                           | 28 fev 1963  | "Emissário do Inferno"                         |
| Um homem vende a sua alma ao diabo para salvar seu jornal falido e acaba conseguindo mais do que o negociado. |                                       |                             |                    |                                                            |              |                                                |
| 112 | "No Time Like the Past"               | Rod Serling                 | Justus Addiss      | Dana Andrews                                               | 7 mar 1963   | O Dia Depois de Amanhã                         |
| Homem viaja de volta no tempo para tentar impedir algumas das catástrofes da história. |                                       |                             |                    |                                                            |              |                                                |
| 113 | "The Parallel"                        | Rod Serling                 | Alan Crosland, Jr. | Steve Forrest Jacqueline Scott Paul Comi                   | 14 mar 1963  | O Paralelo                                     |
| Astronauta retorna a Terra e começa a perceber várias diferenças. |                                       |                             |                    |                                                            |              |                                                |
| 114 | "I Dream of Genie"                    | John Furia, Jr.             | Robert Gist        | Howard Morris Jack Alberston Molly Dodd                    | 21 mar 1963  | O GÊNIO DA LÂMPADA                             |
| Homem avalia diversas possibilidades quando um gênio lhe oferece um único desejo. |                                       |                             |                    |                                                            |              |                                                |
| 115 | "The New Exhibit"                     | Charles Beaumont            | John Brahm         | Martim Balsam                                              | 4 abr 1963   | "A Nova Exibição" (PT) - "Figuras de Cera"(BR) |
| Curador de um aposento de assassinos em um museu de cera que está prestes a ser vendido convence o dono a deixá-lo ficar com os bonecos por um tempo. Mas quando sua esposa decide destruí-los, uma nova série de assassinatos se inicia. |                                       |                             |                    |                                                            |              |                                                |
| 116 | "Of Late I Think of Cliffordville"    | Rod Serling Malcolm Jameson | David Lowell Rich  | Albert Salmi Julie Newmar                                  | 11 abr 1963  | O TEMPO É UMA ILUSÃO (BR)                      |
| Magnata entediado consegue a chance de voltar no tempo para começar de novo, munido de todo o conhecimento que adquiriu. |                                       |                             |                    |                                                            |              |                                                |
| 117 | "The Incredible World of Horace Ford" | Reginald Rose               | Abner Biberman     | Pat Hingle                                                 | 18 abr 1963  | O Incrível Mundo de Horace Ford                |
| Projetista de brinquedos passa a maior parte do tempo pensando em sua idílica infância, e consegue a chance de voltar para aqueles dias.                                                                                                  |                                       |                             |                    |                                                            |              |                                                |
| 118 | "On Thursday We Leave for Home"       | Rod Serling                 | Buzz Kulik         | James Whitmore Tim O’Connor James Broderick                | 2 maio 1963  | "Um Posto Avançado"                            |
| Colônia de americanos conseguiu sobreviver em um planeta deserto por 30 anos graças ao seu líder, que os trata como crianças. Mas um conflito se anuncia quando uma nave de resgate chega para levá-los de volta para a Terra.            |                                       |                             |                    |                                                            |              |                                                |
| 119 | "Passage on the Lady Anne"            | Charles Beaumont            | Lamont Johnson     | Lee Phillips Joyce Van Patten Gladys Cooper Cecil Kellaway | 9 maio 1963  | Passagem para o Lady Anne                      |
| Casal em crise tentando salvar o casamento parte em um cruzeiro e percebe que todos os passageiros a bordo do navio são velhos que aparentemente não os querem ali.                                                                       |                                       |                             |                    |                                                            |              |                                                |
| 120 | "The Bard"                            | Rod Serling                 | David Butler       | Jack Weston Burt Reynolds John Williams                    | 23 maio 1963 | O POETA (BR)                                   |
| A carreira de um pseudo-escritor sem talento alça vôo quando ele invoca o fantasma de William Shakespeare para escrever roteiros para ele.                                                                                                |                                       |                             |                    |                                                            |              |                                                |

## Quinta Temporada
A 5.ª temporada de The Twilight Zone teve 36 episódios, e foi transmitida originalmente entre 27 de setembro de 1963 e 19 de junho de 1964. Os episódios dessa temporada têm meia hora de duração.
| Episódio # | Título                                   | Roteiro                                          | Direção             | Elenco                                          | Data          | Tradução                                                   |
| --- | ---------------------------------------- | ------------------------------------------------ | ------------------- | ----------------------------------------------- | ------------- | ---------------------------------------------------------- |
| 121 | "In Praise of Pip"                       | Rod Serling                                      | Joseph M. Newman    | Jack Klugman Billy Mumy Bobby Diamond           | 27 set 1963   | Tributo a Pipi                                             |
| Bookmaker alcoólatra se arrepende por não ter sido um pai melhor para o seu filho, Pip, ferido severamente no Vietnã do Sul. Uma visita a um parque de diversões dá aos dois uma segunda chance.                                                         |                                          |                                                  |                     |                                                 |               |                                                            |
| 122 | "Steel"                                  | Richard Matheson                                 | Don Weiss           | Lee Marvin                                      | 4 out 1963    | Briga de Aço                                               |
| O robô boxeador "Battling Maxo" quebra antes da luta programada, levando seu empresário a tomar o seu lugar no ringue. |                                          |                                                  |                     |                                                 |               |                                                            |
| 123 | "Nightmare at 20,000 Feet"               | Richard Matheson                                 | Richard Donner      | William Shatner                                 | 11 out 1963   | "Pesadelos a 20.000 pés" (PT) - "Pesadêlo Nas Alturas"(BR) |
| Homem fica convencido de que há uma criatura na asa do avião em que ele se encontra. |                                          |                                                  |                     |                                                 |               |                                                            |
| 124 | "A Kind of a Stopwatch"                  | Rod Serling Michael D. Rosenthal (conto)         | John Rich           | Richard Erdman                                  | 18 out 1963   | Um Caso de Perfeição (BR) - O Cronômetro (PT)              |
| O sujeito mais chato e falador do mundo arranja um cronômetro que faz parar tudo no tempo. |                                          |                                                  |                     |                                                 |               |                                                            |
| 125 | "The Last Night of a Jockey"             | Rod Serling                                      | Joseph M. Newman    | Mickey Rooney                                   | 25 out 1963   | Quem Tudo Quer Tudo Perde                                  |
| Um jóquei desanimado quer ser grande. |                                          |                                                  |                     |                                                 |               |                                                            |
| 126 | "Living Doll"                            | Charles Beaumont                                 | Richard C. Sarafian | Telly Savalas                                   | 1.º nov 1963  | Boneca Viva                                                |
| Homem fica aborrecido quando sua esposa compra uma boneca cara para sua filha, e fica mais descontente ainda quando a boneca lhe diz que não gosta dele!                                                                                                 |                                          |                                                  |                     |                                                 |               |                                                            |
| 127 | "The Old Man in the Cave"                | Rod Serling Henry Slesar (conto)                 | Alan Crosland, Jr.  | James Coburn John Anderson                      | 8 nov 1963    | O Velho da Caverna                                         |
| Em um lugar pós-apocalíptico, a sobrevivência de seus habitantes depende do conselho de um misterioso velho que mora em uma caverna próxima. Porém, essa dependência é testada quando um grupo de soldados invade a cidade.                              |                                          |                                                  |                     |                                                 |               |                                                            |
| 128 | "Uncle Simon"                            | Rod Serling                                      | Don Siegel          | Constance Ford Cedric Hardwicke Ian Wolfe       | 15 nov 1963   | Tio Simon                                                  |
| Tio Simon é um homem cruel que maltrata e humilha sua sobrinha, que cuida dele há 25 anos. Quando ela pensa que finalmente tem a chance de se livrar dele, ela percebe que o mal não morre. Nesse episódio há a participação especial de Robby - O Robô. |                                          |                                                  |                     |                                                 |               |                                                            |
| 129 | "Probe 7, Over and Out"                  | Rod Serling                                      | Ted Post            | Richard Basehart                                | 29 nov 1963   | Sonda 7,Câmbio e Desliga                                   |
| Sobrevivente de um mundo aniquilado fica encalhado em um planeta distante. |                                          |                                                  |                     |                                                 |               |                                                            |
| 130 | "The 7th Is Made Up of Phantoms"         | Rod Serling                                      | Alan Crosland, Jr.  | Ron Foster Warren Oates Randy Boone Greg Morris | 6 dez 1963    | Um Exército de Fantasmas                                   |
| Três soldados da Guarda Nacional de 1964 se vêem inadvertidamente envolvidos na última batalha de Custer contra os índios em 1876. |                                          |                                                  |                     |                                                 |               |                                                            |
| 131 | "A Short Drink From a Certain Fountain"  | Rod Serling                                      | Bernard Girard      | Patrick O’Neal Ruta Lee                         | 13 dez 1963   | A Fonte da Juventude                                       |
| Tentando acompanhar o ritmo de sua esposa quarenta anos mais nova, homem convence seu irmão médico a injetar nele um soro experimental da juventude. |                                          |                                                  |                     |                                                 |               |                                                            |
| 132 | "Ninety Years Without Slumbering"        | Richard DeRoy Johnson Smith (conto)              | Roger Kay           | Ed Wynn William Sargent                         | 20 dez 1963   | Noventa Anos Sem Descanso                                  |
| Velho teme morrer se seu relógio de pêndulo parar de funcionar. |                                          |                                                  |                     |                                                 |               |                                                            |
| 133 | "Ring-a-Ding Girl"                       | Earl Hamner, Jr.                                 | Alan Crosland, Jr.  | Maggie McNamara                                 | 27 dez 1963   | Previsão Fatal                                             |
| Atriz ganha um anel de presente do seu fã-clube em sua cidade natal, e nele ela vê os rostos das pessoas de lá lhe pedindo ajuda. |                                          |                                                  |                     |                                                 |               |                                                            |
| 134 | "You Drive"                              | Earl Hamner, Jr.                                 | John Brahm          | Edward Andrews                                  | 3 jan 1964    | O Atropelamento                                            |
| Voltando para casa de carro em um fim de tarde chuvoso, homem acidentalmente atropela um garoto numa bicicleta e foge do local, determinado a esconder sua culpa. Porém seu carro tem outros planos.                                                     |                                          |                                                  |                     |                                                 |               |                                                            |
| 135 | "The Long Morrow"                        | Rod Serling                                      | Robert Florey       | Robert Lansing George Macready                  | 10 jan 1964   | O Longo Amanhã                                             |
| Antes de partir numa longa missão por quarenta anos no espaço, astronauta conhece uma mulher e os dois se apaixonam. |                                          |                                                  |                     |                                                 |               |                                                            |
| 136 | "The Self-Improvement of Salvadore Ross" | Jerry McNeely                                    | Don Siegel          | Don Gordon J. Pat O’Malley                      | 17 jan 1964   | O Alto Aperfeiçoamento de Salvatore Ross                   |
| Sujeito mau-caráter descobre que pode trocar qualquer coisa que ele tenha, inclusive juventude e personalidade, com qualquer um. |                                          |                                                  |                     |                                                 |               |                                                            |
| 137 | "Number 12 Looks Just Like You"          | Charles Beaumont John Tomerlin                   | Abner Biberman      | Collin Wilcox Suzy Parker Richard Long          | 24 jan 1964   | O Número 12 se Parece com Você                             |
| Em um futuro onde as pessoas devem se submeter a uma operação aos 19 anos para ficarem idênticos a todos os outros, uma menina tenta desesperadamente agarrar-se à sua própria identidade.                                                               |                                          |                                                  |                     |                                                 |               |                                                            |
| 138 | "Black Leather Jackets"                  | Earl Hamner, Jr.                                 | Joseph M. Newman    | Lee Kinsolving Irene Hervey Shelley Fabares     | 31 jan 1964   | Jaquetas Pretas de Couro                                   |
| Três sujeitos com pinta de valentões em motocicletas se mudam para um subúrbio pacífico. Mas os vizinhos não fazem ideia do quão perigosos esses homens são.                                                                                             |                                          |                                                  |                     |                                                 |               |                                                            |
| 139 | "Night Call"                             | Richard Matheson                                 | Jacques Tourneur    | Gladys Cooper Nora Marlowe                      | 7 fev 1964    | Um Chamado na Noite                                        |
| Misteriosos telefonemas no meio da noite assombram uma velha senhora inválida. |                                          |                                                  |                     |                                                 |               |                                                            |
| 140 | "From Agnes - With Love"                 | Bernard C. Schoenfeld                            | Richard Donner      | Wally Cox Sue Randall Raymond Bailey            | 14 fev 1964   | De Agnes,Com Amor                                          |
| Técnico em computadores precisa lidar com uma máquina super-avançada chamada Agnes, que está apaixonada por ele e quer destruir a sua vida amorosa. |                                          |                                                  |                     |                                                 |               |                                                            |
| 141 | "Spur of the Moment"                     | Richard Matheson                                 | Elliot Silverstein  | Diana Hyland Marsha Hunt                        | 21 fev 1964   | Impulso Repentino                                          |
| Depois de ser perseguida a cavalo por uma aterrorizante e assustadora figura de preto, jovem de 18 anos enfrenta a maior decisão de sua vida. |                                          |                                                  |                     |                                                 |               |                                                            |
| 142 | "An Occurrence at Owl Creek Bridge"      | Ambrose Bierce (conto) Robert Enrico (adaptação) | Robert Enrico       | Roger Jacquet                                   | 28 fev 1964   | Uma Ocorrência na Ponte Owl Creek                          |
| É o fim da Guerra Civil e tropas da União ocuparam o sul, e um espião confederado da resistência sulista está prestes a ser enforcado. |                                          |                                                  |                     |                                                 |               |                                                            |
| 143 | "Queen of the Nile"                      | Charles Beaumont                                 | John Brahm          | Ann Blyth Lee Philips                           | 6 mar 1964    | A Rainha do Nilo                                           |
| Colunista fica surpreso ao descobrir que uma famosa atriz não envelhece há anos. Intrigado, ele resolve investigar e logo descobre um segredo aterrorizante.                                                                                             |                                          |                                                  |                     |                                                 |               |                                                            |
| 144 | "What's in the Box"                      | Martin Goldsmith                                 | John Brahm          | Joan Blondell William Demarest                  | 13 mar 1964   | "O Que Há na Caixa" (PT) - "Qual o Programa de Hoje"(BR)   |
| Marido infiel começa a ver cenas de sua vida, passadas e futuras, em seu aparelho de TV recém-consertado. |                                          |                                                  |                     |                                                 |               |                                                            |
| 145 | "The Masks"                              | Rod Serling                                      | Ida Lupino          | Robert Keith                                    | 20 mar 1964   | As Máscaras                                                |
| Velho moribundo exige que sua família use estranhas máscaras em uma noite de carnaval. |                                          |                                                  |                     |                                                 |               |                                                            |
| 146 | "I Am the Night - Color Me Black"        | Rod Serling                                      | Abner Biberman      | Terry Becker                                    | 27 mar 1964   | Eu Sou a Noite                                             |
| No dia em que um idealista impopular está para ser executado por matar um provocador racista, as pessoas da cidadezinha ficam chocadas ao ver que o céu amanheceu negro como breu.                                                                       |                                          |                                                  |                     |                                                 |               |                                                            |
| 147 | "Sounds and Silences"                    | Rod Serling                                      | Richard Donner      | John McGiver Michael Fox Penny Singleton        | 3 abr 1964    | Sons do Silêncio                                           |
| A fixação de um sujeito por barulhos altos acaba se voltando contra ele. |                                          |                                                  |                     |                                                 |               |                                                            |
| 148 | "Caesar and Me"                          | Adele T. Strassfield                             | Robert Butler       | Jackie Cooper                                   | 10 abr 1964   | César e Eu                                                 |
| Boneco estimula o seu ventriloquista a cometer roubos. |                                          |                                                  |                     |                                                 |               |                                                            |
| 149 | "The Jeopardy Room"                      | Rod Serling                                      | Richard Donner      | Martin Landau                                   | 17 abr 1964   | Correndo Risco                                             |
| Desertor fica preso em um quarto de hotel e tem três horas para encontrar uma bomba escondida. |                                          |                                                  |                     |                                                 |               |                                                            |
| 150 | "Stopover in a Quiet Town"               | Earl Hamner, Jr.                                 | Ron Winston         | Barry Nelson Nancy Malone                       | 24 abr 1964   | Estranhos na Cidade Silenciosa                             |
| Bob e Millie acordam numa manhã e descobrem que estão em uma estranha cidade vazia, onde tudo parece ser cenográfico – árvores, animais, e até mesmo carros.                                                                                             |                                          |                                                  |                     |                                                 |               |                                                            |
| 151 | "The Encounter"                          | Martin Goldsmith                                 | Robert Butler       | Neville Brand George Takei                      | 1.º maio 1964 | O Encontro                                                 |
| Um veterano da Segunda Guerra Mundial e um jovem nipo-americano discutem por uma guerra que terminou há mais de 20 anos. |                                          |                                                  |                     |                                                 |               |                                                            |
| 152 | "Mr. Garrity and the Graves"             | Rod Serling                                      | Ted Post            | John Dehner J. Pat O’Malley John Mitchun        | 8 maio 1964   | "Ressurreição dos Mortos"                                  |
| Jared Garrity chega a uma cidade do Velho Oeste se dizendo capaz de ressuscitar os mortos. |                                          |                                                  |                     |                                                 |               |                                                            |
| 153 | "The Brain Center at Whipple's"          | Rod Serling                                      | Richard Donner      | Richard Deacon Ted De Corsia                    | 15 maio 1964  | O Centro de Inteligência da Whipple's                      |
| Presidente de uma fábrica substitui trabalhadores por máquinas. Neste episódio há a participação especial de Robby - O Robô. |                                          |                                                  |                     |                                                 |               |                                                            |
| 154 | "Come Wander With Me"                    | Anthony Wilson                                   | Richard Donner      | Gary Crosby                                     | 22 maio 1964  | Venha Passear Comigo                                       |
| Cantor procura por uma música folclórica autêntica. |                                          |                                                  |                     |                                                 |               |                                                            |
| 155 | "The Fear"                               | Rod Serling                                      | Ted Post            | Peter Mark Richman Hazel Court                  | 29 maio 1964  | MÊDO                                                       |
| Duas pessoas em uma cabana remota encontram rastros de um extraterrestre. |                                          |                                                  |                     |                                                 |               |                                                            |
| 156 | "The Bewitchin' Pool"                    | Earl Hamner, Jr.                                 | Joseph M. Newman    | Mary Badham Jeffrey Byron                       | 19 jun 1964   | A Piscina Encantada                                        |
| Duas crianças infelizes encontram uma fuga na piscina para um lugar feliz. |                                          |                                                  |                     |                                                 |               |                                                            |